# Burmilla

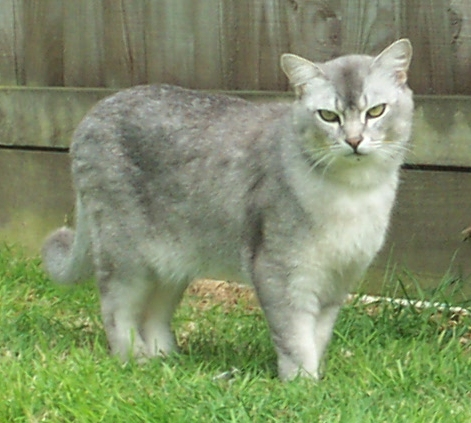

Burmilla este o rasă de pisici domestice care a apărut în Marea Britanie în 1981. Este o încrucișare între pisicile persane Chinchilla și pisicile birmane. Standardele au fost produse în 1984, iar rasa a câștigat statutul de campion în Regatul Unit în anii '90

## Origini
Burmilla s-a născut în Regatul Unit. Două pisici, o persană Chinchilla pe nume Sanquist și o birmaneză Brown Tortie pe nume Fabergé, așteptau amândoi un partener de rasă în camere diferite. Într-o noapte, aspiratorul a lăsat ușa deschisă. Cele două pisici au crescut, producând patru pisoi născuți în 1981; astfel, s-a născut o nouă rasă.
În GCCF (Consiliul guvernator al fanteziei pisicilor), Burmilla este considerată parte a grupului asiatic. Este acceptat în FIFe ca Burmilla. Doar soiurile Shaded Silver și Silver Silver au fost recunoscute în FIFe, CCCA, ACF și CFA ca Burmilla. De la sfârșitul anului 2011, Burmilla Shaded Golden și Golden Tipped Burmilla sunt, de asemenea, recunoscute în cadrul FIFe. Un organism de conducere din Australia a folosit numele Australian Tiffanie; cu toate acestea, nu există acceptare și standardizare internațională pentru această rasă - numele „Tiffany” a fost folosit pentru a descrie multe rase diferite, având un aspect de la Ragdoll până la Birman și poate conține oricare dintre aceste rase și multe altele. Multe companii australiene din Australia conțin mai mult de trei sferturi de chinchilla persană și păstrează aspectul și temperamentul persanului chinchilla la modă veche. Utilizarea numelui scade în favoare, datorită standardelor laxe pentru numele rasei, lipsei de identitate unică și structurii genetice variate.